# Lista de episódios de Bizaardvark

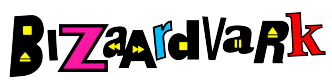
Logótipo da série

Bizaardvark é uma série de comedia do Disney Channel, protagonizada por Olivia Rodrigo e Madison Hu. A serie estreou a 24 de junho de 2016 depois da estreia do Disney Channel Original Movies, Adventures in Babysitting.
A serie conta a história de duas melhores amigas, Paige e Frankie, das quais têm 13 anos, e criam canções graciosas e divertidas e a transmissão através de video clipes na Internet, a serie concreta-se em seu canal online.
A serie é escrita por Kyle Stegina e Josh Lehrman, e Erick Friedman (de Austin & Ally, Crash & Bernstein) e Marc Warren (de Full House, Even Stevens, That's So Raven, Cory in the House) são os produtores executivos.

## Episódios
| Temporada | Temporada | Episódios | Exibição original    | Exibição original     | Exibição em Portugal   | Exibição em Portugal  | Exibição no Brasil    | Exibição no Brasil     |
| Temporada | Temporada | Episódios | Estreia de temporada | Final de temporada    | Estreia de temporada   | Final de temporada    | Estreia de temporada  | Final de temporada     |
| --------- | --------- | --------- | -------------------- | --------------------- | ---------------------- | --------------------- | --------------------- | ---------------------- |
|           | 1         | 20        | 24 de junho de 2016  | 27 de janeiro de 2017 | 18 de setembro de 2017 | 29 de janeiro de 2018 | 1 de outubro de 2016  | 21 de maio de 2017     |
|           | 2         | 22        | 23 de junho de 2017  | 13 de abril de 2018   | 11 de maio de 2018     | 23 de janeiro de 2019 | 4 de novembro de 2017 | 28 de julho de 2018    |
|           | 3         | 21        | 24 de julho de 2018  | 13 de abril de 2019   | 24 de junho de 2019    | 5 de novembro de 2019 | 8 de dezembro de 2018 | 17 de novembro de 2019 |

## 1.ª temporada (2016-17)
| # | #  | Titulo | Dirigido por         | Escrito por                          | Estreias                                                             | Código de produção | Audiência (em milhões) |
| --- | -- | --- | -------------------- | ------------------------------------ | -------------------------------------------------------------------- | ------------------ | ---------------------- |
| 1 | 1  | "Primeiro! (PT) E Então... Vuuugle! (BR)" "First!" | Jon Rosenbaum        | Kyle Stegina e Josh Lehrman          | 24 de junho de 2016 18 de setembro de 2017 1 de outubro de 2016      | 101                | 2,41                   |
| Paige e Frankie ficam ansiosas quando o canal que criaram, "Bizaardvark", atinge finalmente os dez mil subscritores e elas são convidadas para gravar vídeos nos prestigiados Estúdios Vuuugle.                  |    | |                      |                                      |                                                                      |                    |                        |
| 2 | 2  | "Draw My Life - A Minha Vida em Desenhos (PT) Desenho da Minha Vida (BR)" "Draw My Life"                                                                              | Jon Rosenbaum        | Michael Curtis e Roger S.H. Schulman | 10 de julho de 2016 19 de setembro de 2017 2 de outubro de 2016      | 102                | 1,19                   |
| A Paige e a Frankie recebem um pedido para criar um vídeo no "Draw My Life", um novo fenómeno online em que as pessoas descrevem a sua vida, enquanto a vão desenhando num quarto branco.                        |    | |                      |                                      |                                                                      |                    |                        |
| 3 | 3  | "A Frankie Tem Um Hater (PT) O Hater de Frankie (BR)" "Frankie Has a Hater"                                                                                           | Savage Steve Holland | Eric Friedman                        | 17 de julho de 2016 20 de setembro de 2017 8 de outubro de 2016      | 105                | 1,07                   |
| Paige e Frankie sentem que atingiram oficialmente o sucesso quando descobrem que têm o primeiro hater! Mas, ao receber um comentário negativo, Frankie e perde a confiança.                                      |    | |                      |                                      |                                                                      |                    |                        |
| 4 | 4  | "A Superfã (PT/BR)" "Superfan" | David Kendall        | Heather Flanders                     | 24 de julho de 2016 21 de setembro de 2017 15 de outubro de 2016     | 103                | 1,41                   |
| Paige e Frankie descobrem que têm a sua primeira superfã, Belissa! |    | |                      |                                      |                                                                      |                    |                        |
| 5 | 5  | "Parcerias (PT) O Collab (BR)" "The Collab" | Savage Steve Holland | Kyle Stegina e Josh Lehrman          | 31 de julho de 2016 25 de setembro de 2017 16 de outubro de 2016     | 106                | 1,04                   |
| Quando Paige e Frankie descobrem que o tempo a que têm direito no estúdio depende do número de subscritores, chegam à conclusão que precisam de arranjar e parcerias para ter mais visualizações.                |    | |                      |                                      |                                                                      |                    |                        |
| 6 | 6  | "Abrir Caixinhas (PT) Desencaixotando (BR)" "Unboxing" | David Kendall        | Tim Brenner                          | 7 de agosto de 2016 26 de setembro de 2017 6 de novembro de 2016     | 104                | 1,74                   |
| 7 | 7  | "A Primeira Lei do Dirk (PT/BR)" "The First Law of Dirk" | David Kendall        | Kyle Stegina e Josh Lehrman          | 14 de agosto de 2016 27 de setembro de 2017 17 de dezembro de 2016   | 108                | 1,53                   |
| Paige ajuda Dirk a descobrir um talento escondido. Entretanto, Bernie tenta arranjar um gabinete que possa usar para uma reunião importante.                                                                     |    | |                      |                                      |                                                                      |                    |                        |
| 8 | 8  | "O Questionário da Amizade (PT) Teste de Melhores Amigas (BR)" "Best Friend Tag"                                                                                      | Savage Steve Holland | Tracy Bitterolf e Miranda Russo      | 11 de setembro de 2016 28 de setembro de 2017 2 de fevereiro de 2017 | 107                | 1,21                   |
| Paige e Frankie convidam Amelia para uma festa do pijama. Entretanto, Bernie ajuda Dirk a esconder um terrível descuido.                                                                                         |    | |                      |                                      |                                                                      |                    |                        |
| 9 | 9  | "O Bernie É o Responsável (PT) Bernie no Comando (BR)" "Bernie's in Charge"                                                                                           | David Kendall        | Eric Friedman                        | 18 de setembro de 2016 2018 9 de fevereiro de 2017                   | 109                | 1,04                   |
| Bernie é, temporariamente, responsável pelo Vuuugle. |    | |                      |                                      |                                                                      |                    |                        |
| 10 | 10 | "A Beleza-Con (PT) Bela-Con (BR)" "Pretty Con" | David Kendall        | Michael Curtis e Roger S.H. Schulman | 25 de setembro de 2016 9 de outubro de 2017 16 de fevereiro de 2017  | 110                | 1,20                   |
| A Beleza-Con, uma convenção anual de beleza, vai realizar-se no Vuuugle e Amelia tem esperança de ganhar a cobiçada Esponja Dourada.                                                                             |    | |                      |                                      |                                                                      |                    |                        |
| 11 | 11 | "Puff e Frankie (PT/BR)" "Puff & Frankie" | Jon Rosenbaum        | Tim Brenner                          | 2 de outubro de 2016 10 de outubro de 2017 23 de fevereiro de 2017   | 112                | 1,28                   |
| Paige e Frankie incentivam Bernie a assinar contrato com clientes do mundo animal e ele decide representar duas gatas abandonadas.                                                                               |    | |                      |                                      |                                                                      |                    |                        |
| 12 | 12 | "Halloweenvark (PT/BR)" "Halloweenvark" | David Kendall        | Eric Friedman                        | 7 de outubro de 2016 27 de outubro de 2017 30 de outubro de 2016     | 116                | 1,92                   |
| 13 | 13 | "O Regresso da Belissa (PT) Alerta de Spoiler: Belissa Voltou (BR)" "Spoiler Alert: Belissa Returns"                                                                  | Linda Mendoza        | Heather Flanders                     | 23 de outubro de 2016 11 de outubro de 2017 4 de fevereiro de 2017   | 111                | 0,86                   |
| Quando Paige e Frankie se apercebem de que todas as músicas que compõem e ficam no ouvido têm origem em maus momentos que vivem, desejam que coisas más lhes aconteçam!                                          |    | |                      |                                      |                                                                      |                    |                        |
| 14 | 14 | "Bizaardvark Contra Vicki 'Cabeça Quente' Fuego: Um Combate Memorável (PT) Bizaardvark vs. Vicki “Cabeça Quente” Fuego (BR)" "Bizaardvark vs. Vicki 'Hot Head' Fuego" | Robbie Countryman    | Tracy Bitterolf e Miranda Russo      | 6 de novembro de 2016 12 de outubro de 2017 8 de maio de 2017        | 114                | 1,29                   |
| Paige e Frankie descobrem que os Vuuuglers alimentam rixas em troca de publicidade ou subscritores e decidem travar uma rixa com Vicky 'Cabeça Quente' Fuego, uma lutadora de artes marciais mistas com 13 anos. |    | |                      |                                      |                                                                      |                    |                        |
| 15 | 15 | "Moosetashio: Um Conto Admonitório (PT) Bigodalce – Que Sirva de Lição! (BR)" "Moosetashio: A Cautionary Tale"                                                        | Sean Mulcahy         | Kyle Stegina e Josh Lehrman          | 13 de novembro de 2016 22 de janeiro de 2018 9 de maio de 2017       | 115                | 1,17                   |
| Paige e Frankie chegam à conclusão que os vídeos mais populares da internet são pouco elaborados e decidem fazer um vídeo disparatado sobre um alce chamado 'Moosetashio'.                                       |    | |                      |                                      |                                                                      |                    |                        |
| 16 | 16 | "Partida, Largada, Fugida! (PT) Control + Alt + Fugir! (BR)" "Control (Plus) Alt (Plus) Escape!"                                                                      | Jon Rosenbaum        | Eric Friedman                        | 25 de novembro de 2016 23 de janeiro de 2018 10 de maio de 2017      | 121                | 0,97                   |
| 17 | 17 | "Natal no Vuuugle (PT) Festa da Firma (BR)" "Agh, Humbug" | Jon Rosenbaum        | Vincent Brown                        | 11 de dezembro de 2016 22 de dezembro de 2017 11 de maio de 2017     | 120                | 0,91                   |
| No Vuuugle, todos estão entusiasmados com a chegada do Natal, exceto Bernie, que não foi convidado para a festa só para Vuuuglers.                                                                               |    | |                      |                                      |                                                                      |                    |                        |
| 18 | 18 | "Mãe, para! (PT) Mãe! Pare! (BR)" "Mom! Stop!" | Robbie Countryman    | Matthew Roman                        | 13 de janeiro de 2017 24 de janeiro de 2018 12 de maio de 2017       | 113                | 0,95                   |
| A mãe da Paige contrata as duas miúdas para cantar e servir às mesas no restaurante da família. |    | |                      |                                      |                                                                      |                    |                        |
| 19 | 19 | "A Festa de Anos da Paige Vai Ser Incrível (PT) O Aniversário da Paige Vai Ser Incrível! (BR)" "Paige's Birthday Is Gonna Be Great"                                   | Jody Margolin Hahn   | Michael Curtis e Roger S.H. Schulman | 20 de janeiro de 2017 25 de janeiro de 2018 19 de maio de 2017       | 117                | 1,16                   |
| 20 | 20 | "Invasão de Espaço! (PT) Em Seu Espaço! (BR)" "In Your Space!" | Leslie Kolins Small  | Tim Brenner                          | 27 de janeiro de 2017 29 de janeiro de 2018 21 de maio de 2017       | 119                | 0,99                   |

## 2.ª temporada (2017-18)
| # | #  | Titulo | Dirigido por       | Escrito por                 | Estreias                                                            | Código de produção | Audiência (em milhões) |
| --- | -- | --- | ------------------ | --------------------------- | ------------------------------------------------------------------- | ------------------ | ---------------------- |
| 21 | 1  | "Primeiro Dia de Aulas (PT) Primeiro Dia de Aula! (BR)" "First Day of School" | Bob Koherr         | Kyle Stegina e Josh Lehrman | 23 de junho de 2017 11 de maio de 2018 4 de novembro de 2017        | 201                | 1.49                   |
| O primeiro dia de aulas na nova escola de Paige, Frankie, Bernie e Amelia acaba por ser mais difícil que o esperado.                                                                                      |    | |                    |                             |                                                                     |                    |                        |
| 22 | 2  | "Banana com Chocolate (PT)" "Chocolate Bananas" | Jody Margolin Hahn | Tim Brenner                 | 30 de junho de 2017 11 de maio de 2018 5 de novembro de 2017        | 203                | 0.83                   |
| Um vídeo embaraçoso de Bizaardvark coloca Paige e Frankie perante um dilema moral quando, involuntariamente, nesse vídeo fica registado um ato de vandalismo na escola.                                   |    | |                    |                             |                                                                     |                    |                        |
| 23 | 3  | "O Senhor Doutor Pode Atendê-la Agora (PT) O Doutor Irá Vê-la Agora (BR)" "The Doctor Will See You Now"                                                                          | Bob Koherr         | Jessica Kaminsky            | 7 de julho de 2017 18 de maio de 2018 11 de novembro de 2017        | 202                | 1.39                   |
| A Frankie consegue finalmente passar algum tempo de qualidade com o pai e descobre que o fundamental é encontrar o equilíbrio entre a escola e a vida familiar e social.                                  |    | |                    |                             |                                                                     |                    |                        |
| 24 | 4  | "O Dilema da Paige (PT) A “Insetesa” da Paige (BR)" "Paige Bugs Out" | David Kendall      | Eric Friedman               | 14 de julho de 2017 18 de maio de 2018 12 de novembro de 2017       | 205                | 1.16                   |
| Paige e Frankie enfrentam um dilema: devem ou não fazer um novo vídeo inspirado na paixão de Paige? |    | |                    |                             |                                                                     |                    |                        |
| 25 | 5  | "Amigas Zangadas (PT) Briga de Amigas (BR)" "Friend Fight!" | David Kendall      | Ron Rappaport               | 28 de julho de 2017 25 de maio de 2018 18 de novembro de 2017       | 204                | 1.47                   |
| Depois de terem recebido um estúdio privado no Vuuugle, Paige e Frankie discutem pela primeira vez, passando rapidamente para o foro pessoal.                                                             |    | |                    |                             |                                                                     |                    |                        |
| 26 | 6  | "Cuida do teu Falcão (PT) Falcão, a Coruja (BR)" "Hawkward" | Adam Weissman      | Kyle Stegina e Josh Lehrman | 4 de agosto de 2017 7 de setembro de 2018 19 de novembro de 2017    | 118                | 1.01                   |
| 27 | 7  | "O Épico Fim de Semana da Amizade de Frankie e Amelia (PT) Frankie e Amelia: Amigas no Final de Semana (BR)" "Frankie and Amelia's Fun Friend Weekend"                           | Sean Mulcahy       | Alex Fox e Rachel Lewis     | 11 de agosto de 2017 25 de maio de 2018 25 de novembro de 2017      | 206                | 1.11                   |
| Frankie e Amelia esforçam-se por encontrar pontos comuns, enquanto o resto do grupo vai acampar. |    | |                    |                             |                                                                     |                    |                        |
| 28 | 8  | "A Professora Traidora de Frankie (PT) O Professor Trapaceiro de Frankie (BR)" "Frankie's Cheating Teacher"                                                                      | David Kendall      | Kyle Stegina e Josh Lehrman | 18 de agosto de 2017 8 de junho de 2018 26 de novembro de 2017      | 207                | 1.10                   |
| Frankie tenta ajudar o pai a voltar a ter um encontro, mas as coisas correm mal quando ele decide sair com uma das professoras da filha.                                                                  |    | |                    |                             |                                                                     |                    |                        |
| 29 | 9  | "Softebol: O Musical (PT)" "Softball: The Musical" | Robbie Countryman  | Eric Friedman               | 25 de agosto de 2017 8 de junho de 2018 2 de dezembro de 2017       | 208                | 1.09                   |
| O grupo é obrigado a encenar todo um musical sobre softebol, para evitar magoar Dirk. |    | |                    |                             |                                                                     |                    |                        |
| 30 | 10 | "Sim e Não (PT/BR)" "Yes and No" | Robbie Countryman  | Ron Rappaport               | 15 de setembro de 2017 7 de janeiro de 2019 3 de dezembro de 2017   | 209                | 1.21                   |
| Paige e Frankie fazem uma aposta. Frankie tem de dizer "sim" a tudo e Paige tem de dizer "não" a tudo. |    | |                    |                             |                                                                     |                    |                        |
| 31 | 11 | "A Feira de Ciências (Pouco Exactas) (PT) Feira (In)Justa de Ciências (BR)" "Science (Un)Fair"                                                                                   | Sean Mulcahy       | Jessica Kaminsky            | 22 de setembro de 2017 8 de janeiro de 2019 15 de março de 2018     | 210                | 1.03                   |
| Paige e Frankie oferecem ajuda a uma menina de quem tomam conta para fazerem um projeto para a Feira de Ciências e envolvem-se demasiado.                                                                 |    | |                    |                             |                                                                     |                    |                        |
| 32 | 12 | "Convites Complicados (PT) Problemas de Promoção (BR)" "Promposal Problems" | A. Laura James     | Tim Brenner                 | 29 de setembro de 2017 9 de janeiro de 2019 10 de dezembro de 2017  | 211                | 1.08                   |
| Paige e Frankie são as mestres dos convites pomposos para o Baile de Finalistas da escola, mas um convite complexo da parte do Bernie coloca o recorde perfeito delas e a amizades entre emoles em risco. |    | |                    |                             |                                                                     |                    |                        |
| 33 | 13 | "Halloweenvark: Parte Buuu! (PT) Dia das Bruxas: Parte "Buu"! (BR)" "Halloweenvark: Part Boo!"                                                                                   | Jon Rosenbaum      | Kyle Stegina e Josh Lehrman | 6 de outubro de 2017 26 de outubro de 2018 28 de outubro de 2018    | 213                | 1.07                   |
| Quando o grupo se preparava para assistir a um filme de terror, falha a energia no Vuuugle. A única solução agora é inventar as próprias histórias de terror com o Halloween como tema.                   |    | |                    |                             |                                                                     |                    |                        |
| 34 | 14 | "O Robô Destruidor de Natal (PT) Um Robô Assassino no Natal (BR)" "A Killer Robot Christmas"                                                                                     | Robbie Countryman  | Amy-Jo Perry                | 8 de dezembro de 2017 22 de dezembro de 2018 17 de dezembro de 2017 | 220                | 1.23                   |
| Paige convida um grupo de crianças fãs de Bizaardvark, para celebrar o Natal com elas, no Vuuugle. |    | |                    |                             |                                                                     |                    |                        |
| 35 | 15 | "Confrontos Entre Superfãs (PT) Conflito das Super Fãs (BR)" "Clash of the Superfans"                                                                                            | Jody Margolin Hahn | Alex Fox e Rachel Lewis     | 23 de fevereiro de 2018 10 de janeiro de 2019 8 de março de 2018    | 212                | 1.10                   |
| Paige e Frankie pedem ajuda à alucinada Super Fã Belissa para saber como combater a excessiva obsessão dá Diretora Karen pela dulpa.                                                                      |    | |                    |                             |                                                                     |                    |                        |
| 36 | 16 | "Não Penses, o Desafio é Agir (PT) Não Pense, Apenas Desafie! (BR)" "Don't Think, Just Dare"                                                                                     | Erika Kaestle      | Vincent Brown               | 2 de março de 2018 14 de janeiro de 2019 9 de março de 2018         | 214                | 1.00                   |
| 37 | 17 | "O Bernie Sai de Casa (PT) O Bernie Está Se Mudando Pra Cá (BR)" "Bernie Moves Out"                                                                                              | A. Laura James     | Eric Friedman               | 9 de março de 2018 15 de janeiro de 2019 7 de julho de 2018         | 215                | 1.02                   |
| Uma grande discussão com a Avó leva Bernie a sair de casa e a ir viver com a Frankie. |    | |                    |                             |                                                                     |                    |                        |
| 38 | 18 | "A Primeira Melhor Amiga de Paige (PT) A AAF (Amiga Antes da Frankie) (BR)" "The BFF (Before Frankie Friend)"                                                                    | David Kendall      | Ron Rappaport               | 16 de março de 2018 16 de janeiro de 2019 14 de julho de 2018       | 216                | 0.95                   |
| A melhor amiga de infância da Paige faz uma visita e Paige fica incomodada por Izzy e Frankie se entenderem, imediatamente, tão bem.                                                                      |    | |                    |                             |                                                                     |                    |                        |
| 39 | 19 | "A Aventura Perfeitamente Imperfeita da Amelia no Voleibol (PT) A Aventura Perfeitamente Imperfeita de Amelia no Vôlei (BR)" "Amelia's Perfectly Imperfect Volleyball Adventure" | Jon Rosenbaum      | Jessica Kaminsky            | 23 de março de 2018 17 de janeiro de 2019 20 de julho de 2018       | 217                | 1.00                   |
| Paige chantageia o treinador de voleibol para chamar Amelia para a equipa e o ego de Amelia leva a equipa de voleibol a enfrentar as campeãs regionais.                                                   |    | |                    |                             |                                                                     |                    |                        |
| 40 | 20 | "A Paige Está Errada (PT) Paige Está Errada (BR)" "Paige Is Wrong" | Jon Rosenbaum      | Tim Brenner                 | 30 de março de 2018 21 de janeiro de 2019 21 de julho de 2018       | 218                | 0.99                   |
| Paige e Frankie têm opiniões diferentes relativamente a uma colega de escola chamada Jade. |    | |                    |                             |                                                                     |                    |                        |
| 41 | 21 | "Festival de Vídeos das Férias da Páscoa (PT) Vídeo Espetacular de Recesso de Primavera (BR)" "Spring Break Video Spectacular"                                                   | Robbie Countryman  | Matt Roman                  | 6 de abril de 2018 22 de janeiro de 2019 28 de julho de 2018        | 221                | 1.14                   |
| Paige e Frankie gravam uma série de vídeos com os amigos, durante as férias da Páscoa. |    | |                    |                             |                                                                     |                    |                        |
| 42 | 22 | "Ela, Eu e o Hermie (PT/BR)" "Her, Me, and Hermie" | Bob Koherr         | Alex Fox e Rachel Lewis     | 13 de abril de 2018 23 de janeiro de 2019 28 de julho de 2018       | 219                | 0.97                   |
| Paige demonstra interesse em tornar-se veterinária, o que provoca alguns receios a Frankie, que tem medo de perder a melhor amiga e o Bizaardvark.                                                        |    | |                    |                             |                                                                     |                    |                        |

## 3.ª temporada (2018-19)
| # | #  | Titulo | Dirigido por       | Escrito por                                       | Estreias                                                            | Código de produção | Audiência (em milhões) |
| --- | -- | --- | ------------------ | ------------------------------------------------- | ------------------------------------------------------------------- | ------------------ | ---------------------- |
| 43 | 1  | "O Verão de Nós (PT/BR)" "The Summer of Us"                                                                                      | Jon Rosenbaum      | Eric Friedman                                     | 24 de julho de 2018 24 de junho de 2019 8 de dezembro de 2018       | 301                | 0.76                   |
| Paige, Frankie, Bernie e Amelia ficam a saber que foram selecionados para passar o verão na Casa Vuuugle!                                                                                    |    | |                    |                                                   |                                                                     |                    |                        |
| 44 | 2  | "Duas Gotas Gémeas (PT) Duas Mims Numa Vagem (BR)" "Two Me's in a Pod"                                                           | Jon Rosenbaum      | Ron Rappaport                                     | 26 de julho de 2018 25 de junho de 2019 9 de dezembro de 2018       | 302                | 0.74                   |
| A irmãzinha de Amelia visita a Casa Vuuugle. A mesa de pingue-pongue está partida e a casa divide-se entre a Equipa Mesa de Ar e a Equipa Pinball.                                           |    | |                    |                                                   |                                                                     |                    |                        |
| 45 | 3  | "As Mães da Casa (PT) Mães da Casa (BR)" "House Moms"                                                                            | Jon Rosenbaum      | Jessica Kaminsky                                  | 31 de julho de 2018 26 de junho de 2019 15 de dezembro de 2018      | 303                | 0.53                   |
| Paige e Frankie ficam em estado de choque quando Zane e Rodney dizem que elas são as "mães" da casa. As amigas tentam agir como "não-mães" organizando a maior e mais louca festa de sempre! |    | |                    |                                                   |                                                                     |                    |                        |
| 46 | 4  | "Incrível, Uou! (PT) Mentira, Whow! (BR)" "No Way, Whoa!"                                                                        | David Kendall      | Justin Varava                                     | 2 de agosto de 2018 27 de junho de 2019 16 de dezembro de 2018      | 304                | 0.75                   |
| A Paige e a Frankie descobrem que o seu programa de entretenimento preferido vai fazer uma peça sobre a Casa Vuuugle.                                                                        |    | |                    |                                                   |                                                                     |                    |                        |
| 47 | 5  | "Plantadas na Árvore (PT) Companhia da Árvore (BR)" "Tree's Company"                                                             | Sean Mulcahy       | Tim Brenner                                       | 7 de agosto de 2018 8 de julho de 2019 22 de dezembro de 2018       | 305                | 0.56                   |
| Amelia e Willow percebem que não têm muito em comum e Amelia procura passar mais tempo com a irmã.                                                                                           |    | |                    |                                                   |                                                                     |                    |                        |
| 48 | 6  | "A Escola de Verão (PT) Recuperação de Verão (BR)" "Summer Schooled"                                                             | Erika Kaestle      | Alex Fox e Rachel Lewis                           | 9 de agosto de 2018 9 de julho de 2019 6 de abril de 2019           | 306                | 0.56                   |
| A Frankie recebe a notícia de que não passou a química e vai ter de frequentar a escola de verão.                                                                                            |    | |                    |                                                   |                                                                     |                    |                        |
| 49 | 7  | "Halloweenvark 3ª Parte: Mali-Buuu! (PT) Dia Das Bruxas Parte 3:Mali Buu (BR)" "Halloweenvark Part 3: Mali-Boo!"                 | Jon Rosenbaum      | Tim Brenner                                       | 5 de outubro de 2018 31 de outubro de 2019 26 de outubro de 2019    | 315                | 0.53                   |
| O pessoal esquece-se de comprar doces para os miúdos que vão de porta em porta no Halloween!                                                                                                 |    | |                    |                                                   |                                                                     |                    |                        |
| 50 | 8  | "Sketchtacular Vídeo Natalício (PT) Vídeo Natalino Sketchtacular (BR)" "Holiday Video Sketchtacular"                             | Sean Mulcahy       | Katya Lidsky e Erin Pineda                        | 7 de dezembro de 2018 20 de dezembro de 2019 23 de dezembro de 2018 | 319                | 0.49                   |
| Paige e Frankie convocam os amigos para ajudar a criar um Sketchtacular Vídeo Natalício especial.                                                                                            |    | |                    |                                                   |                                                                     |                    |                        |
| 51 | 9  | "Quem é o Cabeça de Cavalo? (PT) Quem é o Cara Cabeça de Cavalo? (BR)" "Who Is Horse Face Guy?"                                  | Robbie Countryman  | Matt Roman                                        | 19 de janeiro de 2019 10 de julho de 2019 13 de abril de 2019       | 310                | 0.59                   |
| Um vídeo de dança do Cabeça de Cavalo torna-se viral e o mundo quer que ele revele a sua identidade!                                                                                         |    | |                    |                                                   |                                                                     |                    |                        |
| 52 | 10 | "Quem Tem Uma Willow, Tem Tudo (PT) Onde Há Uma Willow, Há um Caminho (BR)" "Where There's a Willow There's a Way"               | Jody Margolin Hahn | Cailan Rose                                       | 26 de janeiro de 2019 11 de julho de 2019 20 de abril de 2019       | 307                | 0.52                   |
| Paige e Frankie descobrem que podem usar a fofura de Willow para fazer as tarefas domésticas.                                                                                                |    | |                    |                                                   |                                                                     |                    |                        |
| 53 | 11 | "A Banda da Casa (PT) Banda da Casa (BR)" "House Band"                                                                           | Jody Margolin Hahn | Eric Friedman                                     | 2 de fevereiro de 2019 22 de julho de 2019 27 de abril de 2019      | 308                | 0.69                   |
| Paige sugere que Bernie, Zane e Rodney formem uma banda para ajudar a aliviar a tensão que se sente na Casa.                                                                                 |    | |                    |                                                   |                                                                     |                    |                        |
| 54 | 12 | "O Olho dos Duckworth (PT) Olho dos Silva Pato (BR)" "Eye of the Duckworth"                                                      | David Kendall      | Ron Rappaport                                     | 9 de fevereiro de 2019 23 de julho de 2019 4 de maio de 2019        | 309                | 0.55                   |
| Paige e Willow vendem granola caseira no mercado biológico. Bernie e Frankie tentam devolver um telemóvel à sua furiosa dona.                                                                |    | |                    |                                                   |                                                                     |                    |                        |
| 55 | 13 | "Ernie, o Primo do Bernie (PT/BR)" "Bernie's Cousin Ernie"                                                                       | Sean Mulcahy       | Tim Brenner                                       | 16 de fevereiro de 2019 14 de outubro de 2019 6 de julho de 2019    | 312                | 0.47                   |
| Bernie fica nervoso ao saber que Ernie, o seu primo mais velho e mais "bem-sucedido", vai visitar a Casa Vuuugle.                                                                            |    | |                    |                                                   |                                                                     |                    |                        |
| 56 | 14 | "O Método da Paige Contra o Método da Frankie (PT) O jeito Da Paige vs. O Jeito da Frankie (BR)" "Paige's Way vs. Frankie's Way" | A. Laura James     | Jessica Kaminsky                                  | 23 de fevereiro de 2019 15 de outubro de 2019 13 de julho de 2019   | 311                | 0.51                   |
| Bernie e Zane pedem a Paige e Frankie para comentarem os seus truques de magia e as duas amigas decidem fazer uma experiência com as suas diferentes perspetivas.                            |    | |                    |                                                   |                                                                     |                    |                        |
| 57 | 15 | "DK na Casa (PT) Dk Na Área (BR)" "PK in da House"                                                                               | Robbie Countryman  | Cailan Rose                                       | 2 de março de 2019 16 de outubro de 2019 20 de julho de 2019        | 313                | 0.52                   |
| A Diretora Karen torna-se supervisora da casa e Liam apaixona-se por ela. As duas amigas vão ter de ser sinceras e dizer-lhe que a tentaram afastar do Bizaardvark.                          |    | |                    |                                                   |                                                                     |                    |                        |
| 58 | 16 | "Bizaardvark Mudando Vidas (PT) Bizaardvark Muda Vidas (BR)" "Bizaardvark Changes Lives"                                         | Marian Deaton      | Justin Varava                                     | 9 de março de 2019 17 de outubro de 2019 27 de julho de 2019        | 314                | 0.60                   |
| O segmento "Pergunta o Que Quiseres" do canal Bizaardvark corre para o torto quando Paige e Frankie dão um conselho bastante fraco a um seguidor.                                            |    | |                    |                                                   |                                                                     |                    |                        |
| 59 | 17 | "Problemas à Cappella (PT)(BR)" "A Capella Problems"                                                                             | Jon Rosenbaum      | Alex Fox e Rachel Lewis                           | 16 de março de 2019 28 de outubro de 2019 3 de agosto de 2019       | 316                | 0.47                   |
| Paige e Frankie formam um coro à cappella depois de Paige ter sido expulsa do coro à cappella da escola.                                                                                     |    | |                    |                                                   |                                                                     |                    |                        |
| 60 | 18 | "Duelo em Modo Stand-up (PT) O Duelo De Stand-Up (BR)" "The Stand-Up Standoff"                                                   | Jody Margolin Hahn | Eric Friedman                                     | 23 de março de 2019 29 de outubro de 2019 3 de novembro de 2019     | 317                | 0.57                   |
| Frankie tenta dar uma perninha no stand-up por insistência de Paige, mas, após uma reviravolta, as duas acabam por se defrontar.                                                             |    | |                    |                                                   |                                                                     |                    |                        |
| 61 | 19 | "Bizzsaques (PT)" "BizRipOffs"                                                                                                   | Erika Kaestle      | Ron Rappaport                                     | 30 de março de 2019 30 de outubro de 2019 2020                      | 318                | 0.49                   |
| Zane e Rodney pedem a Paige e Frankie para irem falar à turma deles, na esperança de impressionar duas miúdas.                                                                               |    | |                    |                                                   |                                                                     |                    |                        |
| 62 | 20 | "Roz e Red (PT)(BR)" "Rozes Are Red"                                                                                             | Jon Rosenbaum      | Jessica Kaminsky                                  | 6 de abril de 2019 4 de novembro de 2019 10 de novembro de 2019     | 320                | 0.52                   |
| O pai de Amelia e Willow visita L.A. e ele e a Avó sentem imediatamente uma atração, deixando os possíveis futuros irmãos Bernie e Amelia apreensivos.                                       |    | |                    |                                                   |                                                                     |                    |                        |
| 63 | 21 | "O Fim do Princípio (PT) O Fim Está Começando (BR)" "The End of the Beginning"                                                   | Jon Rosenbaum      | Savannah Kopp (história) Eric Friedman (teleplay) | 13 de abril de 2019 5 de novembro de 2019 17 de novembro de 2019    | 321                | 0.55                   |
| Liam tem de vender a Casa Vuuugle para pagar dívidas. Rowan Winwood propõe fazer um programa com Paige e Frankie em Nova Iorque!                                                             |    | |                    |                                                   |                                                                     |                    |                        |